# Хајдтаун (Пенсилванија)
Хајдтаун (енгл. Hydetown) град је у америчкој савезној држави Пенсилванија.

## Демографија
По попису из 2010. године број становника је 526, што је 79 (-13,1%) становника мање него 2000. године.
| Група             | 2000.       | 2010.       |
| Белци             | 596 (98,5%) | 514 (97,7%) |
| Афроамериканци    | 0 (0,0%)    | 0 (0,0%)    |
| Азијати           | 5 (0,8%)    | 4 (0,8%)    |
| Хиспаноамериканци | 4 (0,7%)    | 5 (1,0%)    |
| Укупно            | 605         | 526         |